# Thomas Roth (Journalist, 1951)

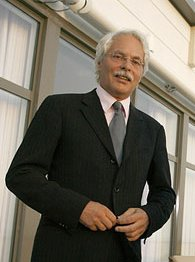
Thomas Roth (2008)

Thomas Roth (* 21. November 1951 in Heilbronn) ist ein deutscher Journalist, Moderator, Redakteur und Publizist. Er war langjähriger Moskaukorrespondent und Leiter des Studios der ARD in Moskau sowie von 2013 bis 2016 Moderator der Tagesthemen.

## Leben

### Familie
Thomas Roth wurde am 21. November 1951 als dritter Sohn von Willibald und Brunhilde Roth in Heilbronn geboren. Er stammt aus einer katholischen Kaufmannsfamilie und hat neben den beiden älteren Brüdern noch eine jüngere Schwester. Die am 12. Januar 1970 in Heilbronn geborene Jazz-Sängerin Natascha Roth ist seine Tochter.

### Ausbildung
Nach dem Abitur am Heilbronner des Justinus-Kerner-Gymnasium Heilbronn. studierte Roth Anglistik und Germanistik in Heidelberg. Anfang der 1980er Jahre absolvierte er ein Volontariat beim Süddeutschen Rundfunk und moderierte im Hörfunkprogramm SDR 3 u. a. die Jugendsendung Point.

### Tätigkeit als Journalist
Von 1988 bis 1991 war Roth ARD-Korrespondent und Studioleiter in Johannesburg, anschließend arbeitete er im ARD-Studio in Moskau. 1995 wurde er Hörfunkdirektor des WDR, bevor er 1998 für vier Jahre als Studioleiter nach Moskau zurückkehrte.
Am 1. Mai 2002 übernahm er Roth den Posten des Moderators und Chefredakteurs im ARD-Hauptstadtstudio in Berlin. Vom 1. April 2007 an war er erneut Leiter des ARD-Studios Moskau, ab Juli des gleichen Jahres Chefreporter des WDR. Von Dezember 2008 bis zum Sommer 2013 war er ARD-Studioleiter in New York.
Vom 5. August 2013 bis zum 2. Oktober 2016 war er als Nachfolger von Tom Buhrow Moderator der Tagesthemen und ging danach in den Ruhestand. Sein Nachfolger wurde Ingo Zamperoni. Ein Markenzeichen Roths in der Sendung war der Abschiedsgruß mit den Worten: „Kommen Sie gut durch die Nacht.“ In der Sendung zum 40. Jubiläum der Tagesthemen am 2. Januar 2018 moderierte er noch einmal gemeinsam mit anderen ehemaligen Kollegen einen Teil der Tagesthemen.
Thomas Roth ist Mitglied in der Organisation Reporter ohne Grenzen und hielt in der Berliner Akademie der Künste am 25. September 2014 die Festrede zum 20. Jahrestag der Gründung der Deutschen Sektion der Organisation.
Seit April 2017 engagiert er sich als Vorsitzender des in Köln ansässigen Lew-Kopelew-Forums. Er trat hier die Nachfolge von Fritz Pleitgen an.

## Publikationen
In seiner zweiten Publikation zu Russland, Russland. Das wahre Gesicht einer Weltmacht (2008), zeichnet Roth nach Darstellung von Ulrike Plewnia (Focus) ein kritisches Bild Putins und Medwedews hinsichtlich Pressefreiheit und Wahlbeeinflussung. Er liefert Analysen zu Politik und Geschichte und Reportagen zum Alltagsleben der Bevölkerung, die er mit der humoristischen Beschreibung eines Tages im Leben des Durchschnittsrussen beschließt.
Wilhelm Johann Siemers betont in seiner Fachrezension im Portal für Politikwissenschaft, Thomas Roth stelle die wichtigsten politischen Umbrüche der russischen Politik in einen Zusammenhang. Das Gesicht der Weltmacht Russland hat sich nach Roths Meinung verändert: „Russland ist ein autoritärer Staat nach innen, aber mit modernen Methoden und einer demokratischen Fassade. Außenpolitisch schreckt die russische Regierung auch vor Krieg nicht zurück.“ Ohne die russische Politik pauschal zu verurteilen, versuche er die Interessen der einzelnen Machtgruppen aufzuzeigen, wobei die Machtelite das politische Leben bis ins kleinste Detail kontrolliere.
Im Gaskonflikt zwischen Russland und der Ukraine 2008 nahm Roth einen ungewöhnlichen Standpunkt ein, da er die wechselseitige Abhängigkeit Russlands und Westeuropas betonte und das Konfliktpotential auch bei der Ukraine als problematisch ansah.

## Auszeichnungen
- 1995: Hanns-Joachim-Friedrichs-Preis
- 1996: Friedrich-Joseph-Haass-Preis für besondere Verdienste um die deutsch-russische Verständigung
- 2009: Schweizerisch-Russischer Journalistenpreis
- 2009: Liberty Award

## Schriften
- Südafrika. Die letzte Chance. Edition Erdmann im K. Thienemanns Verlag, Stuttgart und Wien 1991, ISBN 3-522-65310-6.
- Russisches Tagebuch. Eine Reise von den Tschuktschen bis zum Roten Platz. List, München 1995, ISBN 3-471-78577-9.
- Russland. Das wahre Gesicht einer Weltmacht. Piper, München 2008, ISBN 978-3-492-05103-3.